# Strophocheilidae
Strophocheilidae zijn een familie van weekdieren uit de klasse van de Gastropoda (slakken).

## Taxonomie
De volgende taxa zijn bij de familie ingedeeld:
- Onderfamilie Strophocheilinae Pilsbry, 1902
  - Geslacht Anthinus Albers, 1850
  - Geslacht Gonyostomus Beck, 1837
  - Geslacht Strophocheilus Spix, 1827
  - Geslacht Mirinaba Morretes, 1952
  - Geslacht Speironepion Bequaert, 1948
  - Geslacht Chiliborus Pilsbry, 1926
  - Geslacht Austroborus Parodiz, 1949
- Onderfamilie Megalobuliminae Leme, 1973
  - Geslacht Megalobulimus K. Miller, 1878
  - Geslacht  † Eoborus Klappenbach & Olazarri, 1970[1].